# Het geheim van het noorderlicht
Tom Poes en het geheim van het noorderlicht of kortweg Het geheim van het noorderlicht is het zeventiende verhaal uit de Bommelsaga, geschreven en getekend door Marten Toonder. Het verhaal verscheen voor het eerst op 7 mei 1943 en liep tot 27 juli 1943.
In 1959 verscheen het verhaal opnieuw als ballonstrip in 18 delen in de Revue. In 1988 verscheen het in deze versie ook in de Donald Duck.
Dit is het enige verhaal uit de serie na In de tovertuin waarin heer Bommel geen belangrijke rol speelt, hij komt alleen aan het begin voor.

## Samenvatting
Tom Poes komt in een winkel in Rommeldam kapitein Wal Rus weer tegen. De kapitein staat op het punt om met zijn oude schip de Albatros – dat hij na deze laatste reis van plan is te verkopen – een lading bananen af te leveren bij de Eskimo's op de Pegeleilanden, iets ten zuiden van de Noordpool. Als de kapitein Tom Poes ook vertelt over het noorderlicht, wordt Tom Poes helemaal enthousiast. Hij besluit mee te gaan. Heer Bommel blijft deze keer thuis, hij heeft naar eigen zeggen geen zin om zijn vriend straks alweer uit de narigheid te moeten redden.
Kort nadat ze Noordpoolcirkel zijn gepasseerd, belandt de Albatros in een dichte mist. Het schip loopt op een ijsberg en zinkt. Na als laatsten het schip te hebben verlaten en enige tijd in een sloep te hebben rondgedobberd, belanden Tom Poes en Wal Rus uiteindelijk bij de Eskimo's. Ze komen hier ook Wammes Waggel tegen, die zijn veerdienst in het Donkere Bomen Bos heeft opgegeven om in het Noordpoolgebied ijswafels te verkopen, wat geen succes is gebleken.
Het blijkt dat het noorderlicht op andere wijze wordt veroorzaakt dan wetenschappelijk wordt aangenomen. Het is namelijk geen natuurverschijnsel, maar een enorme diamant die wordt "bediend" door Aino Kaino, de leider van de noordelijke Eskimo's. Tom Poes komt achter dit geheim wanneer hij zich tegenover de Eskimo-leider voordoet als een tovenaar.
Een groep andere Eskimo's uit het zuiden wil de diamant stelen. Met hulp van de Eskimo's uit het noorden weet Tom Poes uiteindelijk de aanvallers uit het zuiden te verjagen, en zo de diamant die de bron van het noorderlicht vormt te redden. Aino Kaino geeft als dank een feestmaal aan Tom Poes, de kapitein en Wammes Waggel.
Aangezien de Albatros is vergaan, moeten de Rommeldammers op een andere manier thuis zien te komen. Ze weten aan boord te komen van een toevallig passerend schip, dat een sloepje voor hen uitzet. Kapitein Wal Rus is erg blij dat het noorderlicht weer mooi schijnt.